# Cephalotaxus
Genre
Cephalotaxus, appelé communément if à prunes ou pin à queue de vache, est un genre botanique appartenant à la famille des Cephalotaxaceae et comprenant 11 espèces. Le genre est endémique à l'Asie de l'Est, bien que des preuves fossiles montrent qu'il y avait une distribution plus large de l'hémisphère nord dans le passé. Les espèces sont de petits conifères, des arbres à feuilles persistantes, qui peuvent atteindre une hauteur de 1 à 10 m (rarement 20).

## Description

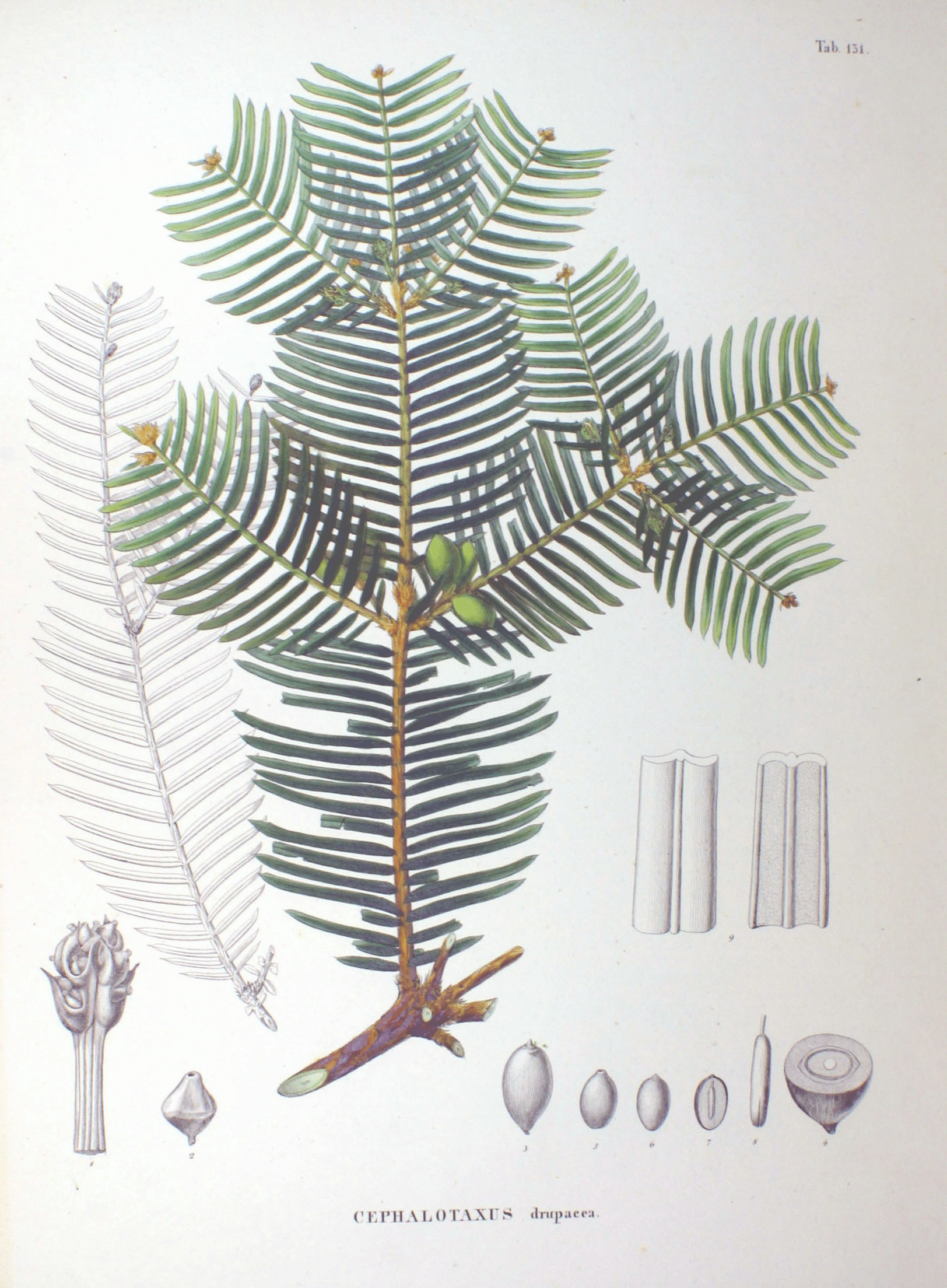
Illustration de Cephalotaxus harringtonia

Les feuilles sont disposées en spirale sur les pousses, mais tordues à la base pour former deux rangs plats (sauf sur les pousses dressées) ; elles sont linéaires, de 4 à 12 cm de long et de 3 à 4 mm de large, de texture molle, avec une pointe émoussée, ce qui les distinguee du genre apparenté Torreya, qui a des feuilles à épine dorsale. Sur la face inférieure de la feuille, on reconnaît clairement deux bandes stomatiques, chacune composée de 11 à 24 rangées de stomates ; ils ont l'habitude d'avoir l'air blanc.
Les espèces peuvent être monoïques ou dioïques ; lorsqu'elles sont monoïques, les cônes mâles et femelles sont souvent sur des branches différentes. Les fleurs mâles sont sur des branches de l'année précédente à six à huit têtes, généralement sur une tige généralement sertie de spirales, chacune avec une bractée plus ou moins ovoïde. Les cônes mâles (pollen) ont 5 à 8 mm de long, groupés en lignes le long du dessous d'une pousse. Ils contiennent 4 à 16 microsporophylles avec habituellement trois (rarement deux ou quatre) étamines. La propagation du pollen est faite par le vent. Les cônes femelles (graines) sont seuls ou groupés de deux à quinze sur des tiges courtes. Plusieurs paires d'écailles de couverture sont en travers. Chaque strobile a deux ovules axillaires, droits, dont un seul se développe. Les écailles de graines ne sont pas reconnaissables à l'intérieur. Au début, après le fleurissement au printemps, elles mûrissent en environ 18 mois pour former une structure ressemblant à une drupe, avec une seule grosse graine entourée d'un arille, ressemblant à un fruit à coque, de 1,5 à 4 cm cm de long, entourée d'une enveloppe charnue, verte à pourpre à pleine maturité. On pense que la dispersion naturelle est aidée par les écureuils qui enterrent les graines pour une source de nourriture l'hiver, les graines non consommées sont alors capables de germer.
La germination est épigale. Les plantules ont deux cotylédons. Les espèces poussent comme des arbres à feuilles persistantes, des petits arbres ou des arbustes.
Les cellules ont douze paires de chromosomes, comme l'ensemble des conifères.

## Répartition
Six à sept espèces sont originaires de Chine. En outre, des espèces sont également présentes en Corée, au Japon, en Birmanie, au Laos, au Vietnam, en Malaisie et en Inde.
Elles préfèrent les endroits ombragés et poussent généralement dans les sous-bois des forêts. Leur habitat est principalement des forêts de montagne de climats tempérés où ils coexistent avec des arbres à feuilles caduques.
La famille de plantes de céphalotaxacées avait une distribution beaucoup plus large avec beaucoup d'espèces. Les spécimens de fossiles sont connus du Jurassique au Groenland, au Miocène et au Pliocène en Europe et au nord-ouest de l'Amérique du Nord.

## Espèces
- Cephalotaxus fortunei : Chine et nord du Myanmar à des altitudes comprises entre 200 et 3 700 mètres. Avec six variétés.
- Cephalotaxus griffithii : L'Assam.
- Cephalotaxus hainanensis : Hainan, peut-être le Guangdong et le Guangxi.
- Cephalotaxus harringtonia : Les sites naturels se situent dans des forêts de feuillus à des altitudes comprises entre 600 et 1 000 mètres au Japon et en Corée. Il existe de nombreuses variétés et formes de culture notamment au Japon et en Chine.
- Cephalotaxus koreana : Corée et Chine.
- Cephalotaxus lanceolata : Nord-ouest du Yunnan et nord de la Birmanie, à 1 900 mètres d'altitude.
- Cephalotaxus latifolia : Cette espèce prospère dans les régions montagneuses à des altitudes comprises entre 900 et 2400 mètres en Chine.
- Cephalotaxus mannii : Monts Khashia en Inde.
- Cephalotaxus oliveri : Guangdong, Guizhou, ouest du Hubei, Hunan, est du Jiangxi, sud et ouest du Sichuan et est du Yunnan entre 300 et 1 800 mètres.
- Cephalotaxus sinensis : Chine à des altitudes entre 600 et 2 300 mètres (dans le Yunnan à 3 200 mètres).
- Cephalotaxus wilsoniana : Cette espèce ne se rencontre que dans le centre et le nord de Taïwan à des altitudes comprises entre 1 400 mètres et 3 000 mètres mètres.

Certaines espèces furent décrites comme Taxus. Le nom du genre Cephalotaxus est écrit par Philipp Franz von Siebold et Joseph Gerhard Zuccarini en 1842. La famille Cephalotaxaceae est écrit en 1907 par Franz Wilhelm Neger.

## Culture
Chez certaines espèces de Cephalotaxus, le bois est utilisé comme bois d'œuvre ou comme bois de chauffage. Le bois de Cephalotaxus koreana est commercialisé dans le monde entier.
Certaines espèces de Cephalotaxus et leurs variétés sont des plantes ornementales pour parcs et jardins, notamment Cephalotaxus harringtonia Fastigiata, appelée communément pin japonais à queue de vache.
L'arille mûr de certaines espèces est consommé cru.[réf. souhaitée] Les graines d'un nombre moins important d'espèces sont mangées crues ou cuites.[réf. souhaitée] À partir des graines de Cephalotaxus harringtonia var. drupacea, on peut obtenir de l'huile pour une lampe.

## Médecine
En Inde, l'huile extraite des graines est utilisée en médecine. Certains ingrédients ont été évalués pour leurs effets médicaux, notamment anti-cancérigènes.
Les ingrédients sont les flavonoïdes, les alcaloïdes et les tropones, tels que les céphalotaxines et les harringtonines.

## Source de la traduction
- (de) Cet article est partiellement ou en totalité issu de l’article de Wikipédia en allemand intitulé « Kopfeiben » (voir la liste des auteurs).